# 정신건강연구소
정신건강연구소(精神健康硏究所, 영어: Mental Health Research Institute)는 국립정신건강센터의 소속기관이다. 서울특별시 광진구 용마산로 127에 위치하고 있다. 소장은 부이사관·기술서기관 또는 보건연구관인 임기제공무원으로 보한다.

## 직무
- 연구소 업무 총괄관리 및 조정
- 정신건강 연구·개발 기획, 지원 및 관리
- 정신건강연구 수행 및 성과 확산
- 국가 정신건강 관련 연구개발 정책 지원
- 정신건강 관련 연구역량 강화
- 정신건강 연구에 관한 국내외 교류 및 협력

## 연혁
- 2004년 6월 12일: 국립서울병원에 정신보건연구과 설치.
- 2006년 8월 1일: 국립정신보건교육연구센터로 개편.
- 2016년 3월 1일: 국립정신건강센터 소속 정신건강연구소로 개편.

## 조직

### 소장
- 연구기획과[1]
- 정신보건연구과[2]